# Elección presidencial de Chile de 1876
La elección presidencial de Chile de 1876 se llevó a cabo por medio del sistema de electores, y dio por presidente al liberal Aníbal Pinto, casi sin competidor.
Estas elecciones son las primeras que se rigen por la reforma electoral de 1874, la cual establece el sufragio casi universal para los hombres, ya que el único requisito era saber leer y escribir, y ser mayor de 21 años si se era casado o mayor de 25 años si se era soltero. En esta oportunidad el enfrentamiento comenzó mucho antes de la elección en sí. 
Las pugnas internas de la Alianza Liberal se hicieron ver desde la Convención Nacional para elegir al candidato que debía suceder a Federico Errázuriz Zañartu. En ese encuentro salió victorioso Aníbal Pinto Garmendia, sin embargo, un grupo, liderado por el intendente de Santiago Benjamín Vicuña Mackenna, se desligó del Partido Liberal por la negativa de llevarlo como candidato presidencial y fundó el Partido Liberal Democrático, al que se unieron figuras de renombre nacional, como José Victorino Lastarria o Claudio Vicuña Guerrero.
Este nuevo partido decidió llevar a Benjamín Vicuña Mackenna como candidato a la presidencia en contra de Aníbal Pinto. En esta ocasión, la oposición liderada por conservadores y nacionales, prefirieron mantenerse al margen de la contienda presidencial. El mismo Carlos Walker Martínez pensó que esta pugna interna del liberalismo sería el fin de la Alianza y podrían volver al gobierno los conservadores en la elección siguiente. Claramente se equivocó.
Benjamín Vicuña Mackenna ordenó a sus electores abstenerse, pero solo hubo 14 abstenciones de un total de 327 electores que eligieron en amplia mayoría al candidato oficialista, Aníbal Pinto Garmendia.

## Resultados

### Nacional
|  | 100 % |

|  | 100 % |

### Por provincia
|                                    | Aníbal Pinto                       | 12    | 100 % | 12    | 100 % | 22         | 100 %      | 26     | 100 %  | 54     | 100 %  | 22       | 100 %    | 15         | 100 %      | 14     | 100 %  |
|                                    | Benjamín Vicuña Mackenna           | 0     | 0 %   | (14)  | 0 %   | 0          | 0 %        | 0      | 0 %    | 0      | 0 %    | 0        | 0 %      | 0          | 0 %        | 0      | 0 %    |
| Total de votos electorales válidos | Total de votos electorales válidos | 12    | 100 % | 12    | 100 % | 22         | 100 %      | 26     | 100 %  | 54     | 100 %  | 22       | 100 %    | 15         | 100 %      | 14     | 100 %  |
| Abstención/ausentes                | Abstención/ausentes                | 0     |       | 15    |       | 2          |            | 1      |        | 3      |        | 2        |          | 0          |            | 1      |        |
| Total de electores                 | Total de electores                 | 12    |       | 27    |       | 24         |            | 27     |        | 57     |        | 24       |          | 15         |            | 15     |        |
| Candidato                          | Candidato                          | Maule | Maule | Ñuble | Ñuble | Concepción | Concepción | Arauco | Arauco | Biobío | Biobío | Valdivia | Valdivia | Llanquihue | Llanquihue | Chiloé | Chiloé |
|                                    | Aníbal Pinto                       | 17    | 100 % | 20    | 100 % | 20         | 100 %      | 8      | 100 %  | 15     | 100 %  | 6        | 100 %    | 8          | 100 %      | 9      | 100 %  |
|                                    | Benjamín Vicuña Mackenna           | 0     | 0 %   | 0     | 0 %   | 0          | 0 %        | 0      | 0 %    | 0      | 0 %    | 0        | 0 %      | 0          | 0 %        | 0      | 0 %    |
| Total de votos electorales válidos | Total de votos electorales válidos | 17    | 100 % | 20    | 100 % | 20         | 100 %      | 8      | 100 %  | 15     | 100 %  | 6        | 100 %    | 8          | 100 %      | 9      | 100 %  |
| Abstención/ausentes                | Abstención/ausentes                | 1     |       | 1     |       | 1          |            | 1      |        | 0      |        | 0        |          | 1          |            | 0      |        |
| Total de electores                 | Total de electores                 | 18    |       | 21    |       | 21         |            | 9      |        | 15     |        | 6        |          | 9          |            | 9      |        |
| Fuente: Urzúa Valenzuela, 1992.    |                                    |       |       |       |       |            |            |        |        |        |        |          |          |            |            |        |        |